# Pelle Svanslös och den stora skattjakten
Pelle Svanslös och den stora skattjakten (dt. etwa Pelle Ohneschwanz und die große Schatzsuche) ist eine schwedische Filmkomödie von Mikael Ekman aus dem Jahr 2000. Sie basiert lose auf der Kinderbuchreihe um den Kater Pelle Svanslös von Gösta Knutsson.

## Handlung
Die alte Gammel-Maja findet in ihrer Turmwohnung im Dom zu Uppsala zufällig eine alte Schatzkarte, die den Weg zu einem Schatz im Kirchturm umschreibt. Pelle Ohneschwanz baut unterdessen einen Fön, den er der Mutter seiner Freundin Molly Sahnenase zum Geburtstag schenken will, zu einem praktischen Staubsauger um. Mollys Mutter ist schlecht auf ihn zu sprechen, hat er doch nicht nur einen Stummelschwanz, sondern ist inzwischen mit Molly sogar in eine gemeinsame Wohnung gezogen. Pelles ewiger Widersacher Mike Mäuseschreck und seine Kumpane Bill und Bull machen Pelle zusätzlich das Leben schwer: Heimlich manipulieren sie den Fön, bevor Pelle ihn verpackt. Bei der Geburtstagsfeier saugt der Föhn schließlich nicht, sondern bläst alle um. Mollys Mutter ist empört und gibt sich schwer verletzt; auch Molly ist von Pelles Geschenk wenig begeistert und bleibt bei ihrer Mutter, um sie zu pflegen. Die setzt nun alles daran, dass Molly sich von Pelle trennt.
Mike, Bill und Bull bringen Gammel-Maja von Wirt Trisse etwas auf ihren Turm. Sie erzählt ihnen, dass in der Kathedrale ein Schatz versteckt ist, doch nehmen sie sie nicht ernst. Das hindert die drei jedoch nicht daran, vor der Kathedrale gegen Fische falsche Schatzkarten zu verkaufen. Auch vor Pelle geben sie vor, dass in der Kathedrale ein Schatz versteckt ist, wollen sie ihn doch in eine Falle locken. In der verfängt sich am Ende Mike selbst. Mike und seine Kumpane erkennen schließlich, dass Gammel-Maja eine echte Schatzkarte besitzt, doch suchen sie in ihrem Turmversteck vergeblich danach. Molly erkennt unterdessen, dass ihre Mutter nur so tut, als ob sie krank wäre, und will zu Pelle zurückkehren. Der hat in der Zwischenzeit eine Innenarchitektin mit der Neugestaltung der Wohnung beauftragt, was Molly als Romanze fehldeutet. Sie weint sich bei Gammel-Maja aus und kehrt schließlich zu ihrer Mutter zurück.
Gammel-Maja wird nun aktiv, um beide wieder zusammenzubringen. Sie teilt ihre Schatzkarte und lässt die Hälften Pelle und Molly zukommen. Mike gelingt es, Pelles Hälfte an sich zu bringen, doch haben Wirt Trisse und Pelle zufälligerweise eine Kopie angefertigt. So erscheinen am Ende Molly und ihre Freundin Gullan, Pelle und Trisse sowie Mike, Bill und Bull in der Kathedrale und suchen nach dem Schatz. Molly stürzt dabei von einem Balken und wird von Pelle gerettet, woraufhin sich beide versöhnen. Beim Sturz hat Molly ihre Schatzkarte verloren, die Mike an sich nimmt. Er sucht jedoch vergebens nach dem Schatz und wird schließlich von Hund Pettersson mit Bill und Bull aus dem Gebäude und auf einen Baum gejagt. Pelle, Molly, Trisse und Gullan haben sich auf ihrer Suche unterdessen aus Versehen in einem Turmzimmer eingeschlossen. In einer waghalsigen Aktion seilen sie sich in den Zwillingsturm des Doms ab. Hier finden sie schließlich die Schatztruhe, die bis zum Rand mit Fischbüchsen gefüllt ist. Am Ende gibt es ein großes Fest, auf dem die Fischbüchsen verspeist werden. Der sonst immer allen Katzen gegenüber feindliche Pettersson wird eingeladen und erhält Knochen zum Fressen. Auch das Duo Bill und Bull darf an der Tafel Platz nehmen. Nur Mike bleibt allein auf dem Baum vor Trisses Wirtshaus.

## Produktion

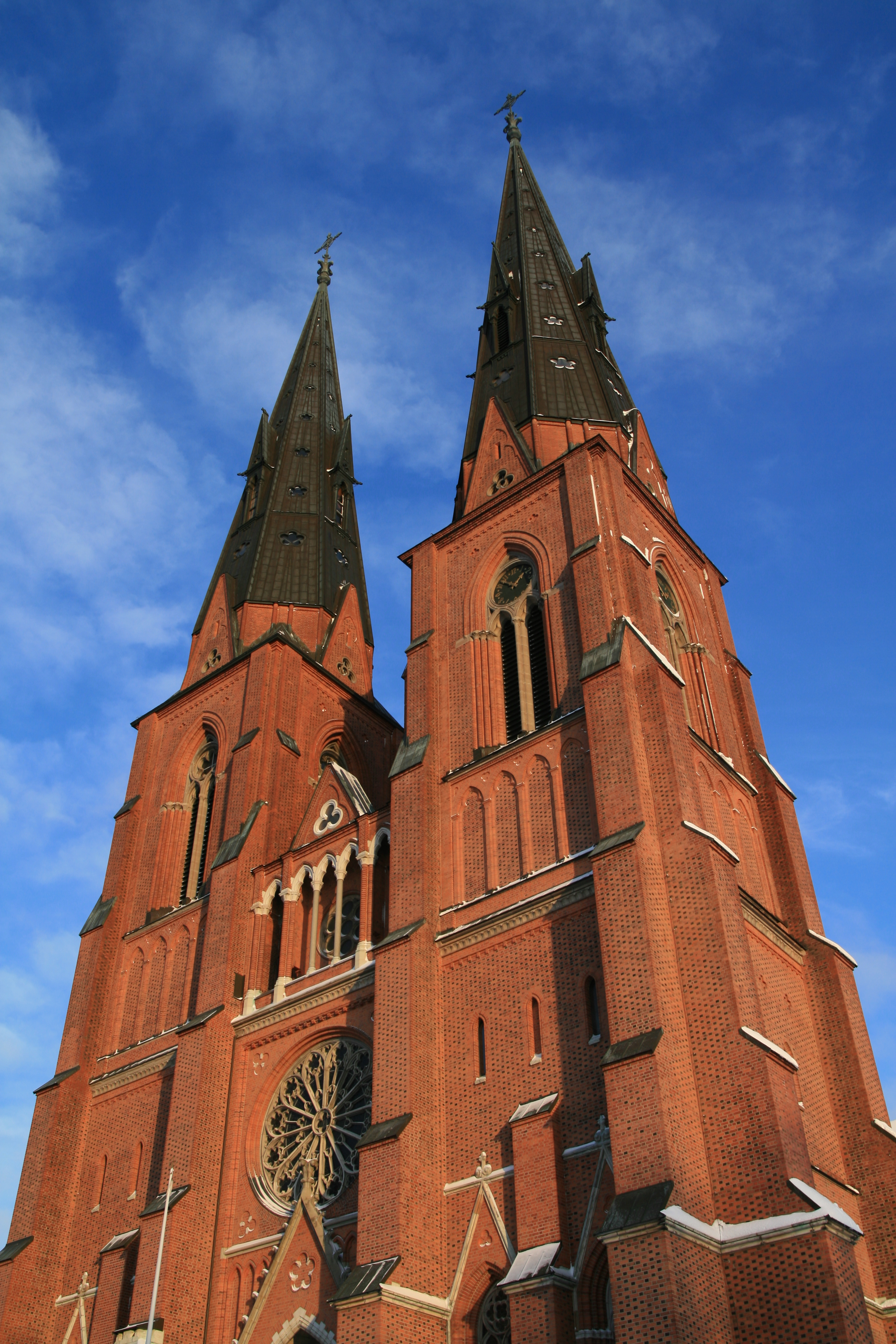
Die Doppeltürme des Doms zu Uppsala, ein zentrales Motiv des Films

Die Geschichten um Gösta Knutssons Pelle Schwanzlos waren seit den 1960er-Jahren mehrfach als Zeichentrickfilm umgesetzt worden (u. a. Pelle Ohneschwanz (1981), Pelle auf großer Fahrt (1985)). Im Jahr 1997 wählte der schwedische Fernsehsender SVT 1 die Geschichten um Pelle Schwanzlos für die jährliche Reihe Julkalender („Weihnachtskalender“) und sendete die Serie Pelle Svanslös ab dem 1. Dezember 1997 in 24 15-minütigen Teilen. Eine Besonderheit war dabei, dass die Serie als Realfilm in Kostümen umgesetzt wurde. Die Serie erschien im Oktober 1998 auch in zwei Teilen auf Video.
Als Fortsetzung der Fernsehserie wurde 1999 der Kinofilm Pelle Svanslös och den stora skattjakten gedreht. Er entstand dabei unter anderem in zwei Studios von SVT im Stockholmer Freihafen. Die meisten Schauspieler übernahmen im Film die Rolle, die sie bereits in der Serie innegehabt hatten. Gammel-Maja wurde statt von Ulla Akselson diesmal jedoch von Siw Malmkvist verkörpert. Der Film beruht nicht auf einer Knutsson-Geschichte, sondern nutzte nur die Charaktere; das Drehbuch wurde von Pernilla Oljelund geschrieben. Regie führte Mikael Ekman, der Bruder von Gösta Ekman.
Pelle Svanslös och den stora skattjakten kam am 6. Oktober 2000 in die schwedischen Kinos und lief am 26. Dezember 2004 auf SVT 1 im schwedischen Fernsehen. Er wurde im August 2005 in Schweden auf DVD veröffentlicht. Der Vertrieb erfolgte dabei durch die Walt Disney Studios Home Entertainment AB, Stockholm.

## Kritik
Pia Huss kritisiert in Zoom, dass Regisseur und Drehbuchautorin weder auf Dramaturgie noch auf Tempo viel Wert gelegt zu haben scheinen. Filmkritiker Michael Tapper nannte den Film „eine dünne Geschichte über eine selten langweilige Schatzsuche in der Kathedrale von Uppsala“, die man wie eine Julkalender-Episode auch in 15 Minuten hätte erzählen können.

## Weblink
- Pelle Svanslös och den stora skattjakten bei IMDb